# Amoco Cadiz

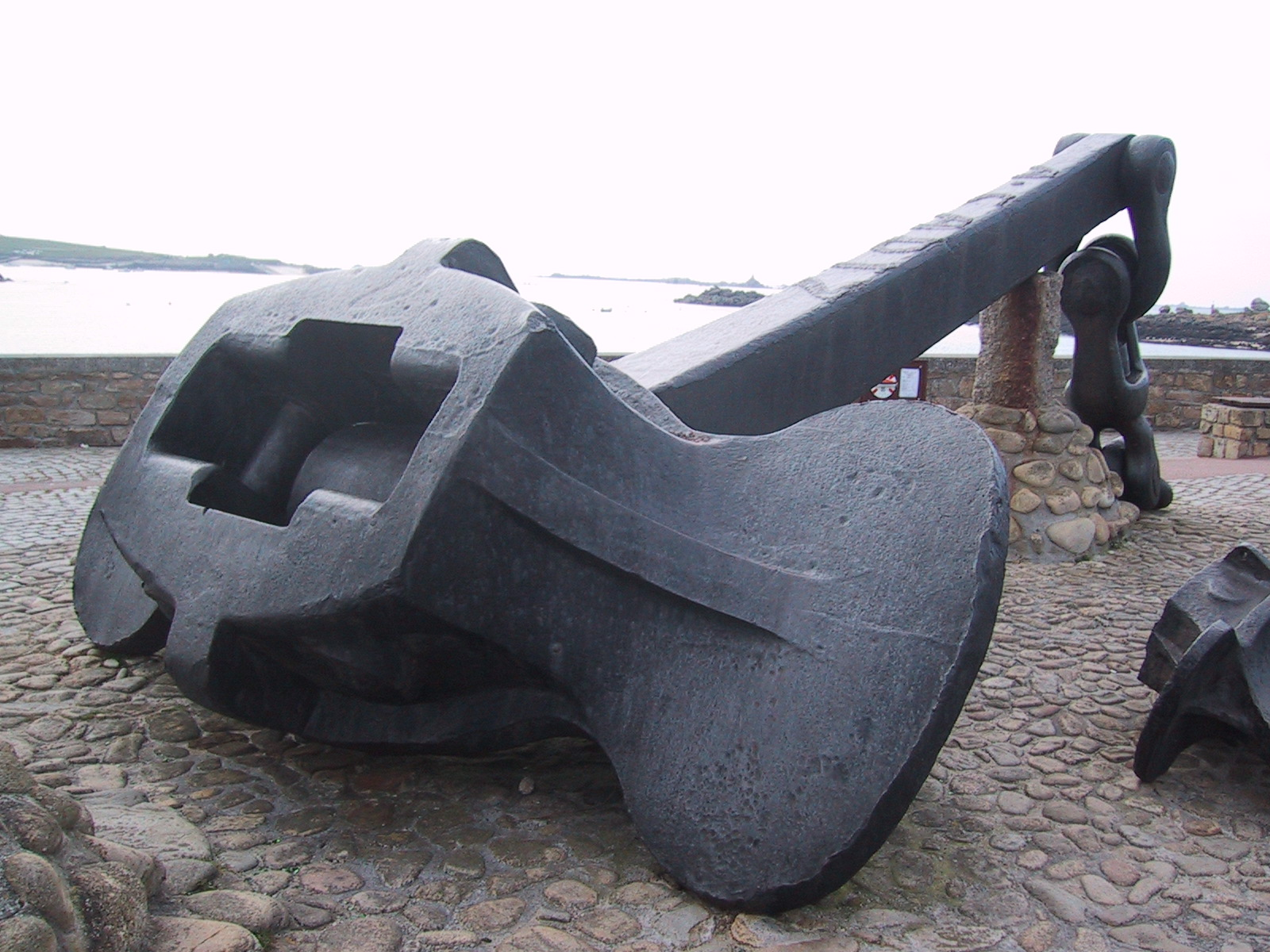
L'àncora de l'Amoco Cadiz a Portsall, Bretanya

El vessament de petroli de l'Amoco Cadiz va tenir lloc el 16 de març de 1978. El petrolier es va encallar a les roques de Portsall, a 3.1 milles de la costa de la Bretanya. Els vents de força 10 que bufaven a la zona van fer impossible l'ancoratge del vaixell, donant lloc al seu trencament i enfonsament abans de poder-ne recuperar els barrils de petroli. Es van alliberar al mar un total de 219797 tones de petroli cru lleuger i 4000 tones de fuel.
El vessament va formar una taca de 18 milles d'ample i 80 de llarg, arribant a afectar 200 milles (320km) de la costa de la Bretanya. Un mes després de l'accident un total de 76 platges a diferents comunitats es van veure afectades pel vessament. També va afectar les platges de granit rosa de Tregastel i Perros-Guirec, així com platges turistes de Plougasnou.
A les zones on hi havia alta activitat d'onades el fuel hi va ser present durant unes tres setmanes, però a les platges on les onades no hi arribaven tant, el fuel va formar una crosta d'asfalt que va persistir durant diversos anys.
Els derivats del petroli són altament perjudicials per la vida marina, tant a curt com a llarg termini, ja que també poden afectar la reproducció. És per això que episodis d'aquest tipus adquireixen tal importància.
El vessament de l'Amoco Cadiz va afectar tant a la superfície terrestre com a l'aire i aigua. Va provocar la mort d'uns 20000 ocells i la destrucció d'unes 6400 tones d'ostres. També va dificultar la recollida d'algues i marisc, causant la pèrdua d'uns 1000 llocs de treball pesquer, així com una davallada important de turisme a la zona.
Les platges es van embrutar degut al fuel i als animals marins afectats i arrossegats per aquest. L'aire va veure's afectat pel vessament agafant una forta olor de fuel que en va fer disminuir la qualitat.

## Seqüència dels fets
En camí des del Golf Pèrsic fins al port de Rotterdam (Països Baixos), i amb una parada programada a la badia de Lyme (Gran Bretanya). La nau es va trobar immersa en una gran tempesta enmig d'un temporal en alta mar en el Canal Anglès. Al matí del 16 de març una gran onada va colpejar el timó de la nau cosa que va destruir la direcció i va fer perdre fluid hidràulic. Es van fer intents per reparar el dany, però sense èxit. Es van enviar missatges d'emergència, i un remolcador alemany va respondre a l'Amoco Cadiz oferint assistència.
Es van fer diversos intens per establir diferents línies de remolc però era molt dificultós degut al temporal. Tot i l'esforç per remolcar-lo les mesures van ser insuficients i el superpetrolier va caure a la deriva cap a la costa empès pels forts vents i la tempesta. Cap al vespre es va encallar i es van començar a inundar els seus motors, i també es va començar a esquinçar el casc del vaixell per on es va produir el vessament. La tripulació del vaixell va ser rescatada per un helicòpter francès. L'endemà el 17 de març al matí el vaixell es va partir en dos alliberant els 1,6 milions de barrils de petroli que portava que es van anar trencant durant els onze dies posteriors.

## Petroli
Quan hi ha vessaments de petroli, aquest es comença a difondre ràpidament, amb el temps es va trencant i van canviant les seves propietats fisicoquímiques.

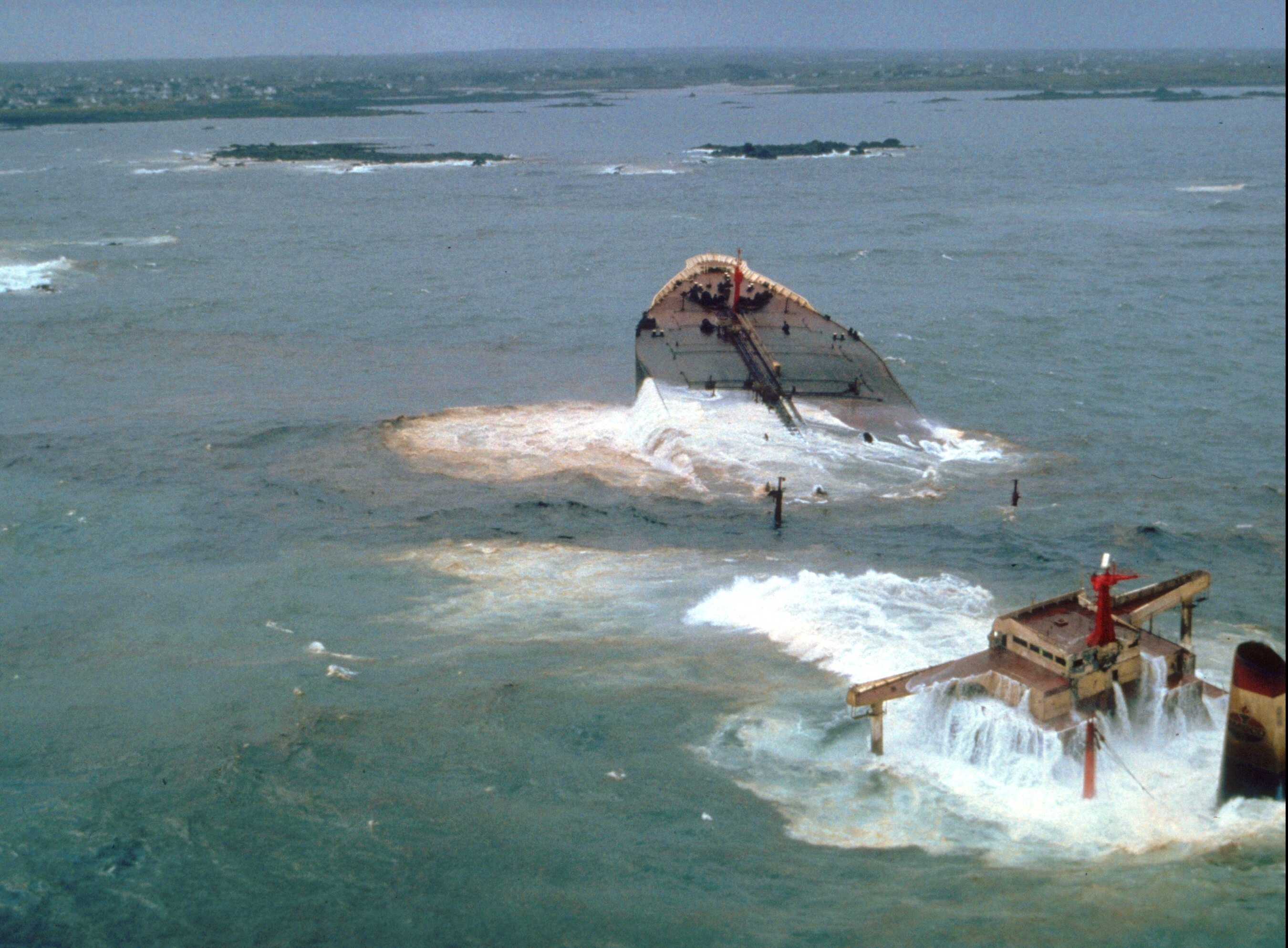
El petrolier Amoco Cadiz durant el seu enfonsament

Quan es produeixen aquests processos, el petroli amenaça els recursos hídrics superficials i la fauna aquàtica. Degut a la difusió i l'onatge el petroli arriba a les platges.
La velocitat a la qual es propaga un vessament de petroli determina el seu efecte sobre el medi ambient. La majoria dels vessaments tendeixen a propagar-se horitzontalment per la part superior de l'aigua.
El petroli que transportava l'Amoco Cadiz era del tipus petroli cru lleuger. Els petrolis crus són barreges d'un gran nombre d'hidrocarburs. Aquests compostos estan formats per carboni i hidrogen, que són els elements majoritaris dels petrolis. També contenen quantitats variables de sofre, nitrogen, oxigen i, en alguns casos, sals minerals i traces de metalls (níquel, vanadi i crom).

### Composició
A continuació es mostren en percentatge la composició del petroli lleuger cru i altres derivats de petroli:

### Propietats físiques
Tot seguit es mostren els valors de les propietats d'alguns derivats de petroli, que afecten a la capacitat de difusió d'aquests i ajuden a determinar les posteriors accions de neteja:

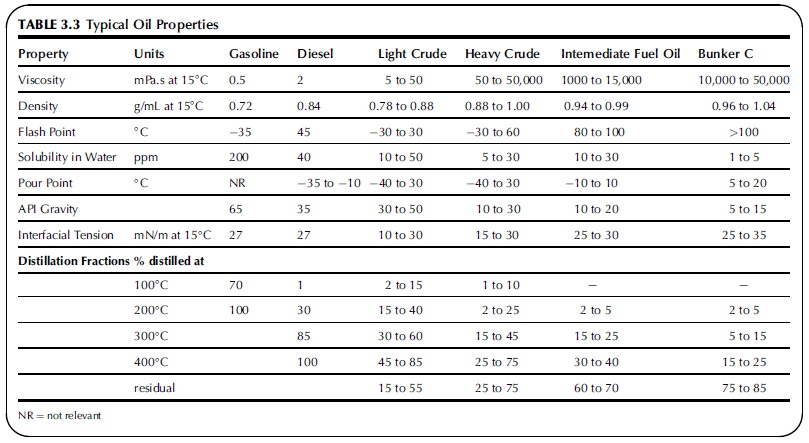
Cliqueu per ampliar

Com més components lleugers tingui el derivat, més baixa serà la seva viscositat i, per tant, oposarà menys resistència a fluir i més s'expandirà, dificultant les operacions de neteja.
La densitat indicarà si el petroli flotarà sobre l'aigua o, contràriament, s'hi enfonsarà. La densitat de l'aigua de mar és 1,03 g/cm³ i, com que pràcticament tots els petrolis tenen menor densitat que aquesta, generalment es mantindran a la superfície.
La solubilitat en aigua és un factor important, ja que la fracció soluble del petroli sovint és tòxica per la vida aquàtica.
La majoria de petrolis crus lleugers són inflamables només durant un dia després del vessament, ja que després d'aquest període se n'han evaporat la majoria de components volàtils.
La tensió superficial és la força d'atracció o repulsió entre les dues fases aigua-petroli. Aquesta propietat indica la velocitat i el grau d'expansió que tindrà el petroli.
La pressió de vapor és una mesura de la repartició entre les fases líquida i gas, a una determinada temperatura. Com que els petrolis són mescles de diversos components, la pressió de vapor variarà a mesura que el petroli es vagi degradant i vagi variant la seva composició.

### Expansió del vessament
El petroli s'escampa en menor expansió i velocitat per terra i gel que per aigua, ja que, en els primers casos, gran part d'ell és retingut en esquerdes o altres irregularitats de la superfície.
Després d'un vessament de petroli cru lleuger en aigua, aquest s'escampa formant una taca molt fina, més que en el cas de petrolis crus pesants.
El procés d'expansió té lloc fins i tot en absència de vent i corrents d'aigua, i es deu a la força de la gravetat i la tensió superficial entre l'aigua i el petroli. La viscositat del petroli s'oposa a aquestes forces. A mesura que passa el temps l'efecte de la gravetat de l'oli disminueix, però la tensió superficial segueix escampant la taca.
El vent i els corrents d'aigua també contribueixen a l'expansió de la taca. Com major sigui el vent més influència tindrà juntament amb els corrents d'aigua, que prenen un paper molt important.
També s'ha de tenir en compte l'efecte Coriolis, en el qual s'explica que, per la rotació de la terra, un objecte es desplaçarà lleugerament cap a la dreta a l'hemisferi nord, i cap a l'esquerra a l'hemisferi sud.
Hi ha models matemàtics per predir cap a on es desplaçaran els vessaments de petroli i en quin estat es trobaran quan arribin a cada punt: en preveuen l'evaporació, emulsificació i dissolució, per tal de facilitar-ne la neteja.

## Efecte del vessament de petroli
Les accions naturals sempre són presents en els ambients aquàtics. Aquestes poden reduir la catàstrofe d'un vessament i accelerar la recuperació de l'àrea afectada. Les accions més significatives que es van produir després del vessament són les següents:

### Evaporació
L'evaporació és usualment el procés més important de meteorització. Té el major efecte quant a la quantitat de petroli que es queda a l'aigua o a la terra després d'un vessament. Amb els dies, el petroli lleuger com la gasolina s'evapora completament a temperatura ambient, en canvi només un petit percentatge de petroli pesant s'evapora. L'interval de temperatures que s'evapora depèn molt de la seva composició. Molts dels components del petroli pesant no s'evaporen del tot.
El petroli s'evapora de forma lleugerament diferent que l'aigua, el procés depèn molt de la força del vent i l'àrea de superfície de contacte. L'evaporació es pot alentir per la formació d'una ‘crosta' o ‘pell' a la superfície del petroli. Això passa sobretot sobre terra o en àrees calmades, on el petroli no es pot barrejar. Aquesta crosta després evita que la resta de petroli evapori.
La velocitat d'evaporació és molt ràpida immediatament després del vessament, i després s'alenteix considerablement. Al voltant del 80% de l'evaporació que es produeix té lloc en els dos primers dies després del vessament. L'evaporació de la majoria dels petrolis segueix una corba logarítmica amb el temps. Les propietats del petroli poden canviar significativament amb el grau d'evaporació. Si el 40%(en pes) d'un petroli s'evapora, la seva viscositat pot augmentar fins a mil vegades més, i la seva densitat pot augmentar fins a un 10% i el punt d'inflamabilitat gairebé un 400%. L'extensió de l'evaporació és un factor important per determinar les propietats del petroli, i per veure com va canviant el comportament del petroli.

### Emulsificació
L'emulsificació és el procés pel qual un líquid es dispersa en un altre en forma de petites gotes. Les gotes d'aigua poden romandre a la capa de petroli de forma estable, i el resultat de l'emulsificació és d'un compost diferent al de partida. De fet, és un clar exemple d'una emulsió d'aigua en oli. El mecanisme de la formació de l'emulsió encara no està del tot entès, però segurament comença l'energia de la força de les onades força l'entrada de petites gotes d'aigua sobre el petroli. Si el petroli comença a ser viscós, les petites gotes d'aigua no deixen el petroli ràpid. Per altra banda, si el petroli és massa viscós, no entren de forma significativa.
Un cop dins el petroli, les gotes per gravetat cauen lentament cap a la part inferior de la capa de petroli. Els asfaltens i les resines interaccionen amb les gotes d'aigua per estabilitzar-se. En funció de la quantitat d'asfaltens i resines, com també altres condicions ambientals, l'emulsió es pot portar a terme. Les condicions necessàries per dur a terme les emulsions només es portaran a terme després del període d'evaporació. L'evaporació augmenta fortament la viscositat, i en conseqüència augmenta el percentatge de resina i asfaltens.
L'aigua pot estar present en el petroli de quatre formes diferents. En primer lloc, alguns petrolis contenen aproximadament un 1% d'aigua que és soluble. Aquesta aigua no és significativament important pels canvis físics o químics de les propietats de l'oli. La segona forma s'anomena sincronització d'ona, on les gotes entren en el petroli quan ja és viscós per formar una emulsió inestable. Aquestes es formen quan les gotes d'aigua s'incorporen en el petroli per acció de les ones de mar, però no hi ha prou asfaltens i resines en el petroli per ser estable. Aquestes emulsions inestables se separen en aigua i petroli en qüestió de pocs minuts una vegada que disminueix l'energia del mar. Les propietats i l'aparença de l'emulsió inestable són gairebé els mateixos que el del petroli de partida, i les gotes d'aigua són prou grosses per veure's a ull nu. Les emulsions semiestables són la tercera forma que pot estar present l'aigua en el petroli. Aquestes emulsions es formen quan les petites gotes d'aigua s'estabilitzen quan hi ha una certa combinació de la viscositat de petroli i l'acció dels asfaltens i les resines. Aquestes emulsions generalment es divideixen en petroli i aigua o, només en aigua, petroli i una emulsió estable que dura alguns dies. Les emulsions semiestables són líquids viscoses que són de color marró vermellós. La quarta forma de trobar l'aigua en el petroli és en forma d'emulsions estables. Aquestes formes són formes similars a les emulsions semiestables, però difereix on el petroli conté un quantitat suficient de resina i asfaltens per estabilitzar les gotes d'aigua. La viscositat de les emulsions estables és entre 500 i 800 vegades més viscós que el petroli de partida, i l'emulsió es mantindrà estable durant setmanes i fins i tot mesos després de la seva formació. Les emulsions estable són de color marró vermellós i semblen gairebé sòlids. Per la seva alta viscositat aquestes emulsions no es disseminen i tendeixen a romandre en taques sobre el mar o la costa. La formació d'emulsions és un procés molt important quan hi ha un vessament de petroli. El més important és que augmenta substancialment el volum real del vessament. Les emulsions contenen aproximadament un 70% d'aigua tripliquen el volum del vessament. També és molt significatiu, que la viscositat de l'oli augmenta fins a 1000 vegades, depenent del tipus d'emulsió formada. Aquests increments en el volum i la viscositat fan molt més difícils les operacions de neteja. El petroli emulsionat és difícil o pràcticament impossible de dispersar, o cremar. Es creu que les emulsions descomponen a petroli i aigua amb l'erosió, oxidació i l'acció del fred. Les emulsions semiestables són relativament fàcils de trencar, mentre que les emulsions estables poden tardar mesos o anys a descompondre's de manera natural. S'ha observat que quan les emulsions són estables o semi-estables, l'evaporació disminueix considerablement. La biodegradació també sembla que pot reduir la velocitat.

### Dispersió natural
La dispersió natural passa quan les gotes d'oli es transfereixen a l'aigua per l'acció de l'onatge. Les petites gotes de petroli (més petites que 20 mm fins a 0.020 mm) són relativament estables en aigua i ho seguiran sent durant llargs períodes. Les gotes grosses tendeixen a pujar, i les gotes grosses (més de 50 mm) no es mantindran a l'aigua més d'uns segons. Depenent de les condicions del petroli i la quantitat d'energia del mar la dispersió natural pot ser insignificant o no. El cru lleuger que transportava l'Amoco Cadiz es va dispersar significativament per l'atlàntic. És necessari l'acció significativa de les ones per dispersar el cru, com és el cas de la zona del vessament.

### Dissolució
A través del procés de dissolució, alguns dels components solubles de l'oli es perden a l'aigua sota la interfície. Aquestes dissolucions inclouen alguns dels composts aromàtics de pes molecular baix. Com que només una petita quantitat, en general molt menor que una fracció d'un 1% de petroli, és el que entra a l'aigua. La dissolució no canvia apreciablement el balanç de massa de l'oli. La importància de la dissolució és que els compostos aromàtics solubles són particularment tòxics per als peixos i altra vida aquàtica. Els crus lleugers són els més propensos a causar toxicitat aquàtica. La dissolució es produeix immediatament després que passi el vessament, i la taxa de dissolució disminueix ràpidament després del vessament de les substàncies. Alguns dels compostos solubles també s'evaporen ràpidament.

### Foto-oxidació
La foto-oxidació pot canviar la composició del petroli. Es produeix quan l'acció del sol irradia un taca de cru i fa que l'oxigen i els carbonis i es combinen per formar nous productes com poden ser resines. Les resines poden ser una mica solubles i es dissolen a l'aigua, on poden causar emulsions d'aigua en oli. No estar gaire clar com la foto-oxidació afecta específicament als petrolis, tot i que certs petrolis són més susceptibles de partir-ho que altes. Per la majoria dels petrolis, la foto-oxidació no és un procés important en termes del seu destí immediat després del vessament.

### Biodegradació
Un gran nombre de microorganismes són capaços de degradar els hidrocarburs del petroli. Espècies com bacteris, fongs i llevats metabolitzen els hidrocarburs del petroli com a font d'energia. Els bacteris i altres organismes que degraden el petroli són més abundants a zones on hi ha hagut filtracions de petroli, tot i que també es poden trobar a tot arreu. Cada especies només pot utilitzar uns pocs nombres de composts, per tant, no hi ha gaire degradació. Els hidrocarburs metabolitzats pels organismes, són generalment convertits en un compost oxidat, que pot ser més degradat i arribar a ser soluble, o es pot acumular al petroli que resta. La toxicitat aquàtica deguda a la biodegradació és a vegades més gran que els compostos de partida.
La velocitat de degradació depèn principalment de la naturalesa dels hidrocarburs i també la temperatura. En general, la taxa de degradació tendeix a augmentar a mesura que s'augmenta la temperatura. La velocitat de biodegradació és més gran en àcids grassos saturats, particularment els que tenen de 12 a 20 àtoms de carboni. Els aromàtics i els asfaltens, que tenen un pes molecular més alt, la degradació és molt més lenta.
La velocitat de degradació també depèn altament de la disponibilitat d'oxigen. A la costa, el petroli es degrada ràpidament a la superfície. A l'aigua, el nivells d'oxigen pot ser tant baix que la degradació és molt limitada. S'estima que es necessitaria tot l'oxigen dissolt en uns 400 litres d'aigua de mar per degradar completament 1 litre de petroli.
La velocitat també depèn de la disponibilitat de nitrogen com el nitrogen i el fòsfor que són més propensos a ser a la costa.
Finalment la taxa de biodegradació també depèn de la quantitat de bacteri que hi ha en el petroli. El cru es degrada més en a interfase petroli-aigua al mar, i en la interfase petroli-sòl a la costa.
La biodegradació no es considera un procés important en els primers dies del vessament.

### Enfonsament
Si el petroli és més dens que l'aigua a la superfície, molts cops actua com una pell. La densitat de l'aigua dolça és aproximadament d'1,00 g/ml i l'aigua de mar és d'aproximadament d'1,03 g/ml. Un petroli amb una densitat superior a 1,00 però inferior a 1,03 passaria la capa d'aigua dolça i s'enfonsaria a la capa d'aigua salda. La capa d'aigua dolça varia en general en profunditat aproximadament d'1 a 10 metres. Si augmenta l'energia del mar, el petroli pot reaparèixer a la superfície. Com que la densitat de l'aigua augmenta des d'1,00 fins a 1,03 aproximadament. L'enfonsament del petroli, ja sigui en el fons o a la part superior de la capa d'aigua de mar, és difícil, i alhora complica molt les tasques de neteja.

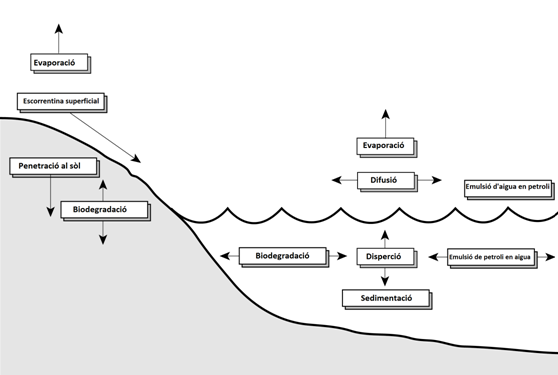
Processos fisico-químics del petroli

## Neteja del vessament
Durant les cinc setmanes posteriors al vessament es van fer estudis sobre els diferents mètodes de neteja i quin seria el més adient.

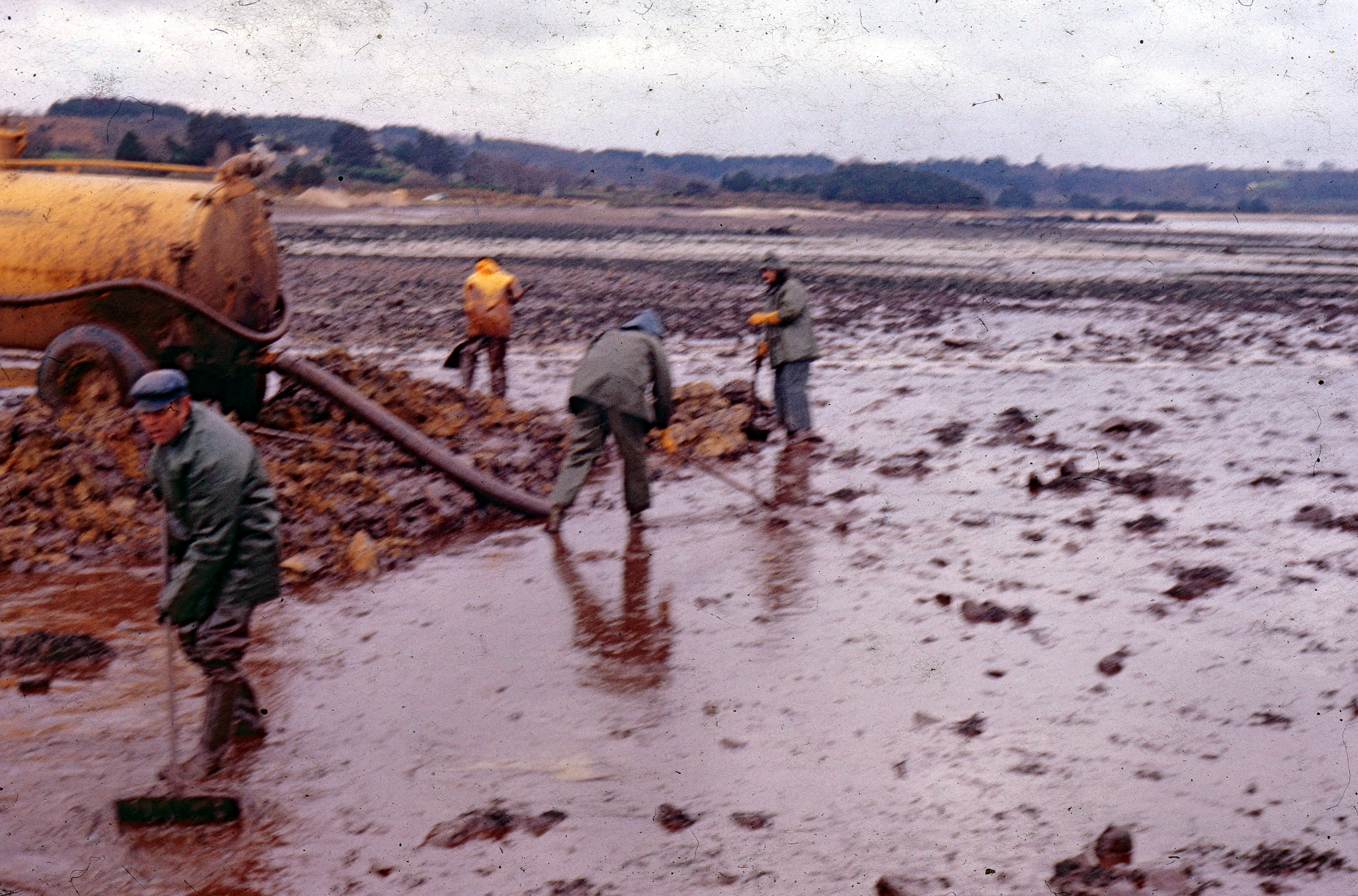
Imatges de la neteja del vessament de l'Amoco Cadiz

La major part de la neteja es va dur a terme sobre terra, tant en platges com en roques.
Eliminació de petroli de la superfície de l'aigua
Per recollir el petroli de la superfície del mar primer es va aspirar directament del mar, ja que la taca de petroli era suficientment gruixuda, i posteriorment es va transportar per mitjà de camions de buit i de granja. Llavors es va veure que aquests mètodes no separaven del tot les dues fases (petroli i aigua), i que s'havien recollit grans quantitats d'aigua de mar juntament amb el petroli.
Es va decantar la mescla recollida per tal de tornar-ne l'aigua al mar, però tot i això no es va poder retornar tota.
Un altre problema d'aquest mètode va ser la recollida d'algues juntament amb el petroli. Va solucionar-se amb cistells a través dels quals s'hi filtrava el petroli, i les algues eren recollides manualment.

### Neteja del petroli de les platges
Degut als canvis de marea el petroli no es va repartir homogèniament per les platges i s'hi podien veure bandes amb major acumulació d'aquest. Per aquest motiu es va concentrar el petroli a llocs on pogués ser recol·lectat amb equipament mecànic.
També es van dur a terme els procediments esmentats al paràgraf anterior per separar el petroli de l'aigua i les algues.

### Neteja del petroli de les roques
Una gran quantitat de petroli va quedar atrapada a zones rocoses. La neteja d'aquestes zones era necessària tant per raons mediambientals i turístiques.
Es va dur a terme l'eliminació de petroli atrapat en les escletxes mitjançant sistemes d'aspiració i també mitjançant neteja amb aigua o dispersants. Una altra acció va ser la recol·lecció de les algues de les roques, que havien absorbit grans quantitats de petroli.

### Resultats de la neteja
Del 20 d'Abril a l'1 de maig algunes platges ja semblaven netes. Tot i això, els resultats finals van ser decebedors en la majoria de les platges. Gran part del petroli havia quedat enterrat sota la sorra, o bé a la part baixa de les roques formant una barreja amb la sorra i l'aigua.

### Sistemes de neteja utilitzats

#### Físics
Booms (barreres): mecanismes que impedeixen que el petroli s'escampi per la superfície. S'utilitzen per simplificar i facilitar-ne la neteja.

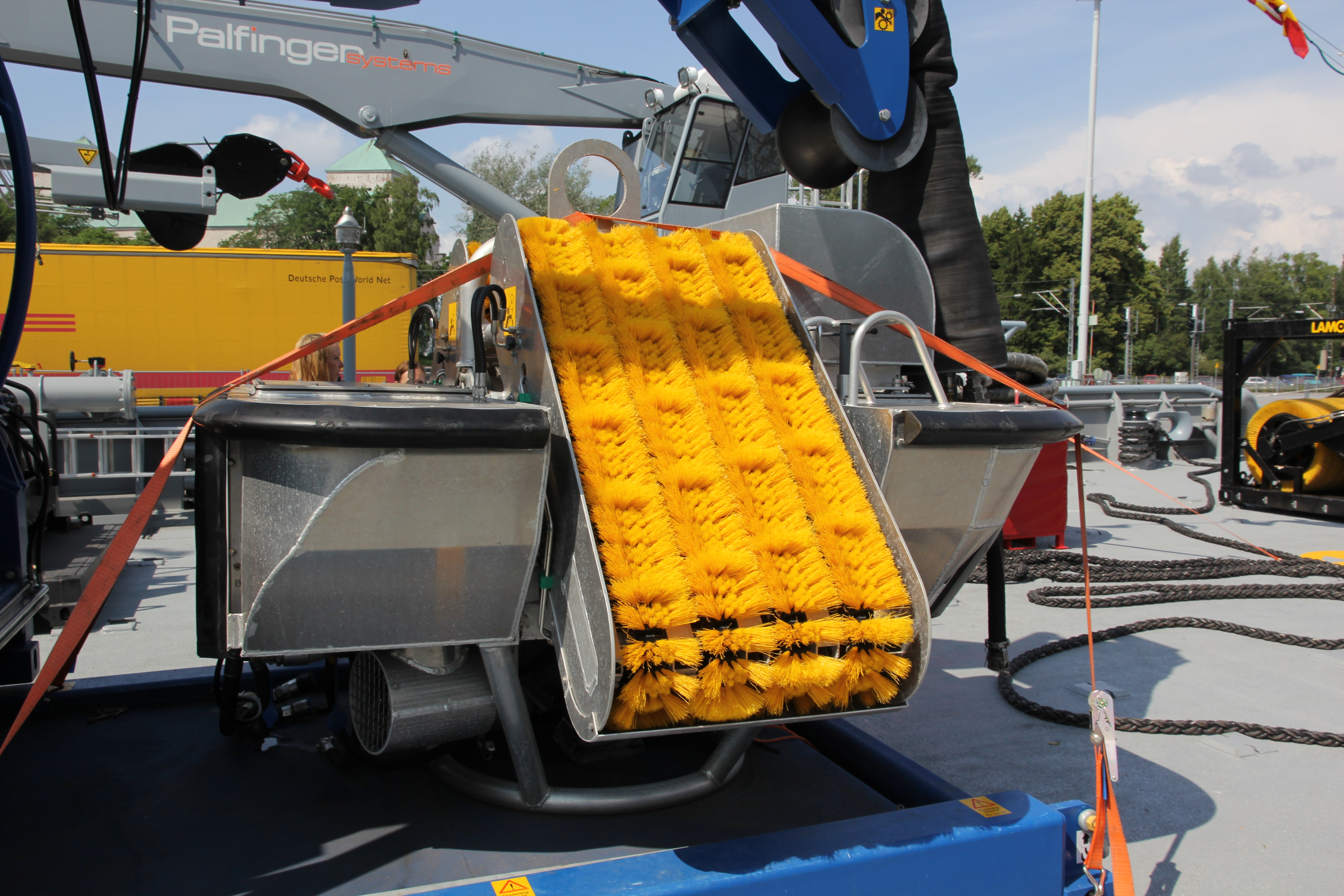
Skimmer

Skimmers (separadors d'olis flotants): mecanismes que s'utilitzen per recollir el petroli de la superfície de l'aigua. N'hi ha de molts tipus diferents: de disc, de raspall..., així com n'hi ha una gran varietat de mides i capacitats.

Sorbents: Materials que recol·lecten el petroli per absorció o bé adsorció. Tenen un paper important i s'utilitzen per netejar les traces finals de petroli en aigua o en sorra, o bé com a mètode principal en vessaments petits. Poden ser tant naturals (orgànics o inorgànics) com sintètics.
La capacitat d'un sorbent depèn de l'àrea d'aquest a la qual el petroli es pot adherir i també al tipus de superfície. Poden ser tractats amb agents oleofílics i hidròfobs per afavorir l'absorció d'oli i minimitzar-ne la d'aigua. Un cop s'ha sorbit el petroli en el sorbent aquest s'ha de recol·lectar o eliminar de l'aigua.
Combustió: En algunes ocasions també es duu a terme la crema dels residus, ja sigui del petroli directament o del sorbent prèviament utilitzat per la recol·lecció.

#### Químics

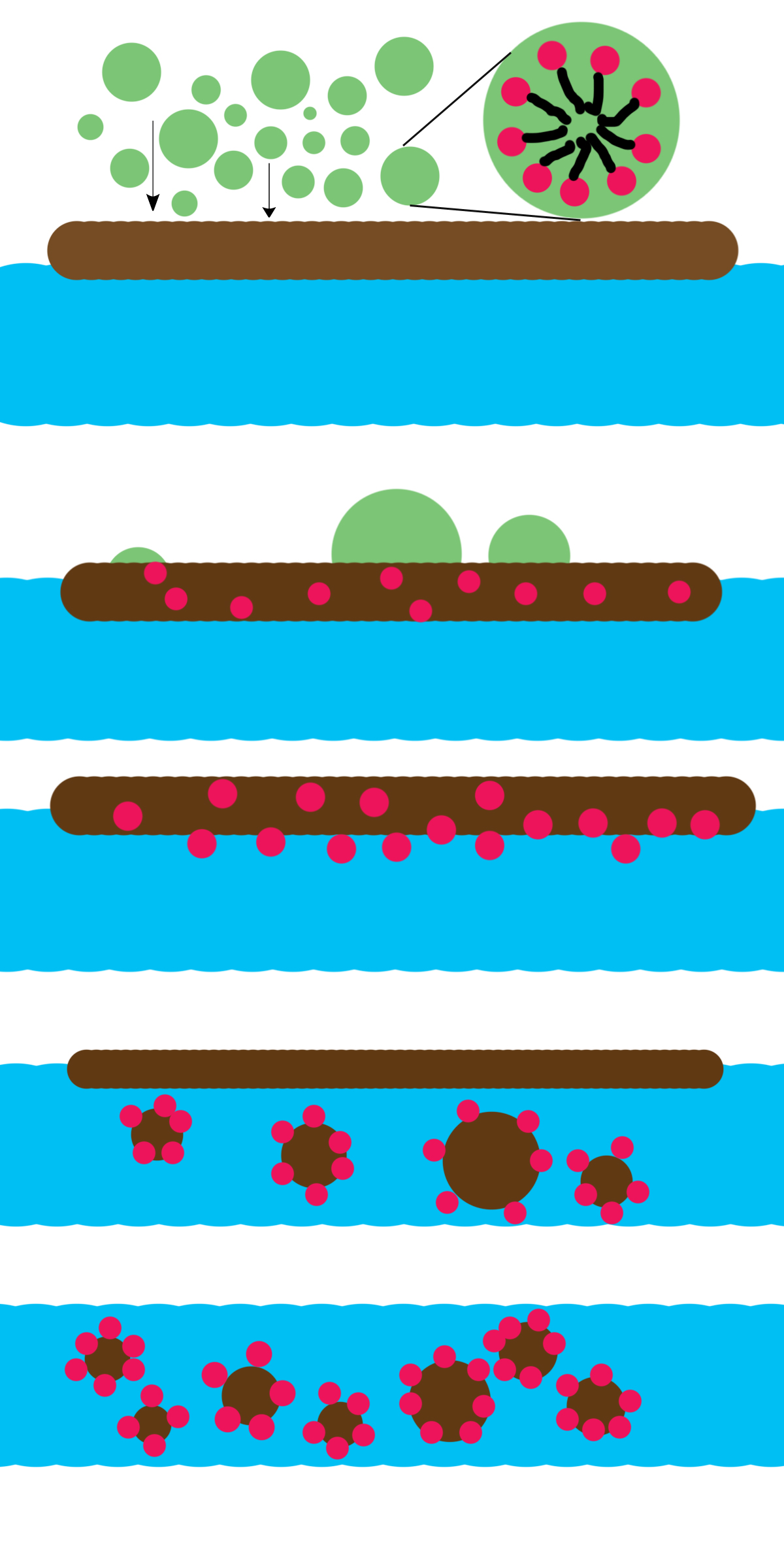
Mecanisme d'un dispersant

Dispersants: estan formats per molècules surfactants, que tenen una part hidròfila i una d'hidròfoba (oleofílica), de tal manera que redueixen la tensió superficial entre el petroli i l'aigua, fet que ajuda a trencar la taca formant fines gotes. Llavors, a causa dels corrents marins, aquestes gotes són dispersades pel mar i el petroli és abstret de la superfície. D'aquesta manera el pot patir diferents processos naturals de degradació, disminuint la seva toxicitat i perillositat.
Agents netejadors de superfície (Emulsificadors): També estan formats per surfactants, molècules amb una part hidrofílica i una hidròfoba, però s'ha demostrat que els utilitzats en aquesta tècnica són més solubles en aigua que en petroli. Aquests agents emulsifiquen el petroli, concentrant-lo tot en un mateix punt i fent així més fàcil la seva posterior eliminació.
Una de les majors diferències entre dispersants i emulsificadors és que els primers han presentat majors problemes de toxicitat.
Agents biodegradants: Acceleren la degradació del petroli en el medi ambient. Fan ús de microorganismes per transformar els hidrocarburs del petroli en compostos més senzills com ara àcid carbònic o aigua. S'utilitzen principalment a la sorra i a la riba marina perquè utilitzats directament a l'aigua perdrien efectivitat degut a la dilució i el ràpid moviment del petroli.
Poden contenir fertilitzants que estimulen l'activitat d'organismes ja existents degradants d'hidrocarburs, o directament ser font de bacteris que els degradin.
Cal remarcar que aquests agents només destrueixen les fraccions saturades i algunes d'aromàtiques del petroli, i deixen inalterades les parts no degradables.
Solidificants: transformen el petroli líquid a un compost semi-sòlid que pot ser recol·lectat de la superfície de l'aigua mitjançant xarxes o altres mecanismes. Poden formar enllaços amb els hidrocarburs unint-los indirectament, o catalitzar la unió de les molècules de petroli entre si, formant cadenes més llargues i fent-ne augmentar la viscositat.

## Reclamacions legals
El 1978 es va estimar que l'impacte que havia causat el desastre era d'uns 180 M d'euros en danys a la pesca i en el turisme. El govern francès va presentar una reclamació per danys per un valor d'1,5 bilions d'euros als tribunals nord-americans. En els procediments judicials posteriors a Chicago, Estats Units, el jurat va declara no culpable els propietaris del vaixell, i si culpables a la companyia propietària del petroli i va haver de pagar a l'estat francès 85 M d'euros.

## Pla POLMAR-ORSEC
L'any 1978, arran del desastre de l'Amoco Cadiz a la costa de Bretanya el govern francès va establir el pla POLMAR-ORSEC per coordinar els homes i per mobilitzar els mitjans de lluita contra casos de pol·lució marina accidental.